# Bộ Kinh tế và Tài chính (Campuchia)
Bộ Kinh tế và Tài chính (tiếng Khmer: ក្រសួងសេដ្ឋកិច្ចនិងហិរញ្ញវត្ថុ, ALA-LC: Krasuang Seṭṭhakicc ning Hiraññavatthu) là cơ quan chính phủ chịu trách nhiệm quản lý chính sách kinh tế và tài chính tại Vương quốc Campuchia. Theo trang web chính thức, Bộ này được Chính phủ Hoàng gia Campuchia ủy nhiệm thực hiện nhiệm vụ hướng dẫn và điều hành các vấn đề kinh tế và tài chính. Bộ trưởng hiện tại chủ quản Bộ Kinh tế và Tài chính là Aun Pornmoniroth, tính đến năm 2013. Trụ sở chính của Bộ này đặt tại Phnôm Pênh, trong khi các cơ quan ban ngành cấp tỉnh nằm ở khắp tỉnh lỵ của mỗi tỉnh.

## Cơ cấu tổ chức
Cơ cấu tổ chức của Bộ này bao gồm:
- Cục Chính sách Kinh tế và Tài chính công
- Cục Hành chính và Tài chính
- Tổng cục Thuế
- Tổng cục Hải quan và Thuế tiêu thụ đặc biệt
- Cục Hợp tác và Đầu tư
- Kho bạc Nhà nước
- Cục Doanh thu ngoài thuế
- Cục Công nghiệp Tài chính
- Cục Ngân sách
- Cục Tài chính Sự vụ
- Cục Tài chính địa phương
- Cục Kiểm toán Nội bộ
- Cục Tài sản Nhà nước
- Cục Mua sắm Công
- Cục Nhân sự
- Cục Pháp chế
- Cục Hội nhập Kinh tế và ASEAN
- Cục Công nghệ thông tin
- Cục Tái định cư
- Viện Kinh tế Tài chính Lưu trữ ngày 2 tháng 2 năm 2010 tại Wayback Machine

## Bộ trưởng Bộ Tài chính (1945–1970)
- Ung Hy, 1945
- Penn Nouth, 1945[1]
- Nhiek Tioulong, 1945-1946[1]
- Son Sann, 1946-1947
- Au Chhuen, 1949-1950[1]
- Nhiek Tioulong, 1951[1]
- Yem Sambaur, 1954[1]
- Pho Proeung, 1955
- Sam Sary, 1955-1956
- Huot Sam Ath, 1956[2]
- San Yun, 1957
- Truong Cang, 1957-1958[3]
- Son Sann, 1958-?
- Touch Kim, 1958
- Trương Cương, 1959[3]
- Son Sann,[4] 1961-1962
- Hou Youn, 1962
- Chai Thoul, ?-1963-?
- Hing Kunthel, ?-1966-1967
- Touch Kim, 1967-1968
- Yem Sarong, 1968-1969
- Op Kim Ang, 1969-1970

## Bộ trưởng Bộ Tài chínhCộng hòa Khmer(1970–1975)
- Tim Nguon, 1970
- Sok Chhong, 1970-1972[3]
- Ith Thuy, 1972-1973[5]
- Khy Taing Lim, 1973
- Keo Mongkry, 1973-1974
- Khy Taing Lim, 1974-1975

## Bộ trưởng Bộ Kinh tếCampuchia Dân chủ(1975–1979)
- Koy Thuon, 1975-1976
- Vorn Vet,[6] 1976-1979

## Bộ trưởng Bộ Tài chínhCộng hòa Nhân dân Campuchiavà Quốc gia Campuchia (1979–1993)
- Thiounn Thioum, 1979-1981[7]
- Chan Phin, 1981-1986[7]
- Chhay Than, 1986-1993[8]

## Bộ trưởng Bộ Kinh tế và Tài chính từ năm 1993
| Số | Chân dung | Tên gọi                  | Nhiệm kỳ                                   | Thời hạn         | Đảng phái               |
| -- | --------- | ------------------------ | ------------------------------------------ | ---------------- | ----------------------- |
| 1  |           | Sam Rainsy (1949-)       | 24 tháng 9 năm 1993 – 24 tháng 10 năm 1994 | 1 năm, 30 ngày   | FUNCINPEC               |
| 2  |           | Keat Chhon (1934-)       | 24 tháng 10 năm 1994 – 23 tháng 9 năm 2013 | 18 năm, 334 ngày | Đảng Nhân dân Campuchia |
| 3  |           | Aun Pornmoniroth (1965-) | 24 tháng 9 năm 2013 - Đương nhiệm          | 11 năm, 186 ngày | Đảng Nhân dân Campuchia |